# AEG G.III
El AEG G.III fue un bombardero biplano alemán de la Primera Guerra Mundial, desarrollado a partir del AEG G.II. Al igual que su predecesor, fue construido en pequeñas cantidades y tuvo un empleo limitado, mayormente lejos de los principales frentes de la guerra.

## Especificaciones

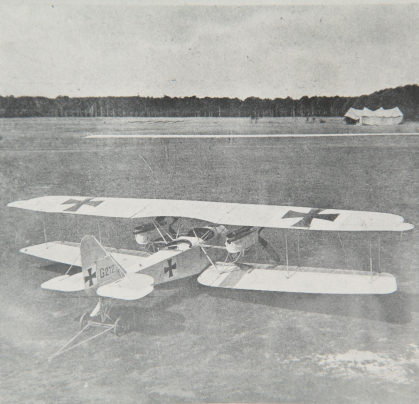
AEG G.III

Referencia datos: German Aircraft of the First World War

### Características generales
- Tripulación: 3-4 (piloto, observador, bombardero y/o mecánico)
- Longitud: 9,2 m
- Envergadura: 18,44 m
- Altura: 3,9 m
- Superficie alar: 67 m²
- Peso vacío: 1.940 kg
- Peso cargado: 3.015 kg
- Planta motriz: 2×  Mercedes D.IV.
  - Potencia: 164 cv cada uno.

### Rendimiento
- Velocidad máxima operativa (Vno): 158 km/h
- Alcance: 700 km
- Techo de vuelo: 3.500 m
- Régimen de ascenso: 2,78 m/s

### Armamento
- Ametralladoras: 2× ametralladoras de 7,92 mm
- Bombas: 300 kg bombas